# Siedlergemeinschaft

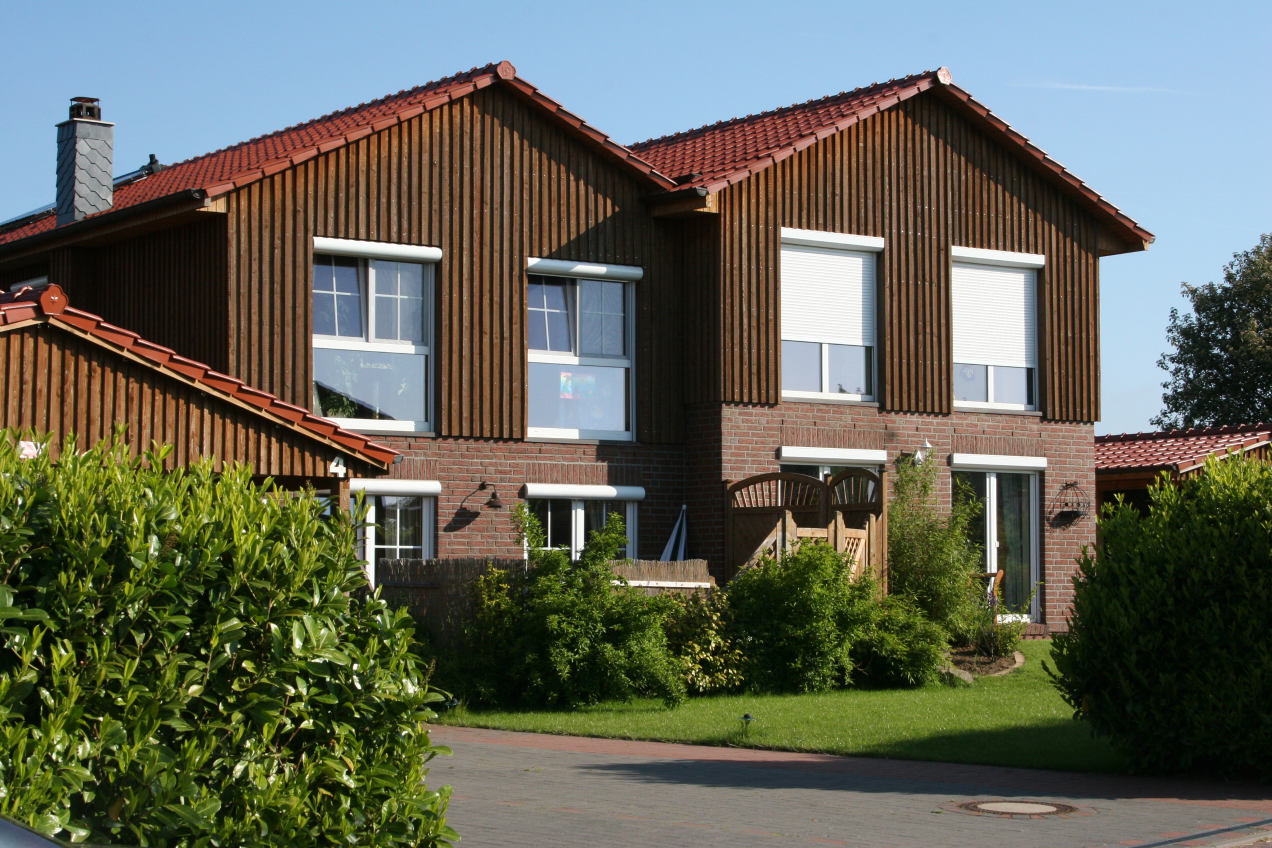
Ein Haustyp in einer Siedlergemeinschaft in Flintbek in Schleswig-Holstein

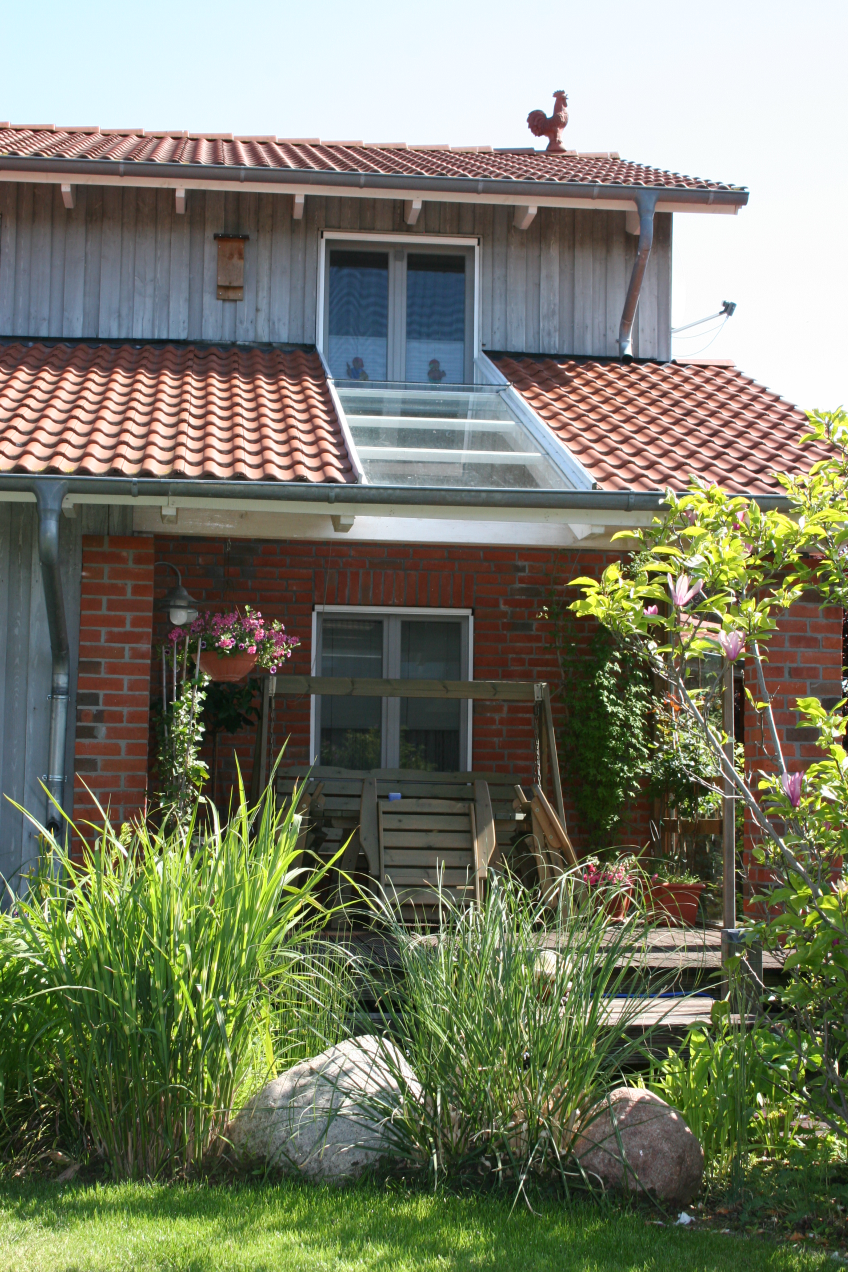
Ein Haustyp in der Siedlergemeinschaft Pennmoor in Lübeck-Moisling

Siedlergemeinschaften sind örtliche Zusammenschlüsse von Familien oder Einzelpersonen, die in einem räumlichen Zusammenhang, meist in einer Siedlung, zusammen leben und wohnen.

## Geschichte
Siedlergemeinschaften sind meist im Zuge der Entstehung von Kleinsiedlungen und insbesondere aus Projekten der Organisierten Gruppenselbsthilfe (des gemeinschaftlichen Bauens der Häuser oder der Siedlung) entstanden.
Die ältesten Siedlergemeinschaften sind nach den Weltkriegen in den 1920er Jahren und den 1950er Jahren unter den Erfahrungen erlebter Not und Nahrungsmangels entstanden. Hauptaufgabe der Siedlergemeinschaften war die Organisation von Selbstversorgung der Bevölkerung und gegenseitiger Hilfe. 
Auch in der Gegenwart werden noch neue Siedlergemeinschaften gebildet.

## Organisation und Zielsetzung
Siedlergemeinschaften sind oft als Verein unter dem Dach des Deutschen Siedlerbundes/Verband Wohneigentum organisiert. Auch der Ring Deutscher Siedler RDS e.V. organisiert Siedlergemeinschaften.
Die Siedlergemeinschaften pflegen bis heute ein mehr oder minder stark ausgeprägtes Gemeinschaftsleben. Siedlergemeinschaften können aus einigen wenigen Mitgliedern, bis hin zu mehreren hundert Mitgliedsfamilien bestehen. Siedlergemeinschaften sind eine frühe Form Sozialer Wohnprojekte.
Wichtigste Ziele sind 
- die Organisation des sozialen Gemeinschaftslebens
- die Organisation von Sammelbestellungen (z. B. Heizöl oder landwirtschaftliche Produkte)
- die Organisation von Arbeitsteilung und Nachbarschaftshilfe
- die organisierte gemeinschaftliche Altenhilfe und Krankenbetreuung
- die Organisation von Festen und gemeinsamen Aktivitäten